# Frank Beck
Frank Beck, född den 26 juni 1961 i Tauberbischofsheim, Tyskland, är en västtysk fäktare som tog OS-silver i herrarnas lagtävling i florett i samband med de olympiska fäktningstävlingarna 1984 i Los Angeles.